# Jelena Slesarenko
Jelena Vladimirovna Slesarenko (rusko Елена Владимировна Слесаренко), ruska atletinja, * 28. februar 1982, Volgograd, Sovjetska zveza.
Nastopila je na poletnih olimpijskih igrah v letih 2004 in 2008, ko je osvojila naslov olimpijske prvakinje v skoku v višino, leta 2008 pa četrto mesto. Na svetovnih dvoranskih prvenstvih je osvojila dve zlati in eno srebrno medaljo. 